# 羊牯塘街道
羊牯塘街道，是中华人民共和国湖南省湘潭市雨湖区下辖的一个乡镇级行政单位。

## 行政区划
羊牯塘街道下辖以下地区：
羊牯塘社区和花园社区。